# Angelo Bairati
Angelo Bairati (Torino, 23 gennaio 1911 – San Leo, 23 settembre 1994) è stato un anatomista italiano.

## Biografia
Allievo di Giuseppe Levi, effettuò i suoi studi universitari a Torino, dove ebbe colleghi famosi come Salvador Luria, Rita Levi-Montalcini e Renato Dulbecco, che ottennero l'onore del premio Nobel, e Rodolfo Amprino, che lo sostituì alla cattedra barese. È stato membro dell'Accademia nazionale dei Lincei e insigne professore di Anatomia umana presso le Università di Bari (dal 1950 al 1954) e Milano (fino al termine della sua carriera accademica).
Noto per le sue ricerche sulla microscopia elettronica e nel campo della neuroanatomia, ha scritto il " Trattato di Anatomia Umana" - Editore: Minerva Medica, in sei volumi (1959-1974), un moderno e apprezzato testo della scuola anatomica italiana.
Nel 1959 l'Accademia dei Lincei gli ha assegnato un Premio Feltrinelli per la Medicina.